# Tristagma
Genre
Tristagma est un genre de plantes de la famille des Amaryllidacées.

## Liste d'espèces
Selon ITIS :
- Tristagma uniflorum (Lindl.) Traub (Appartient en réalité au genre Ipheion)